# 海尼切斯卡-希爾卡

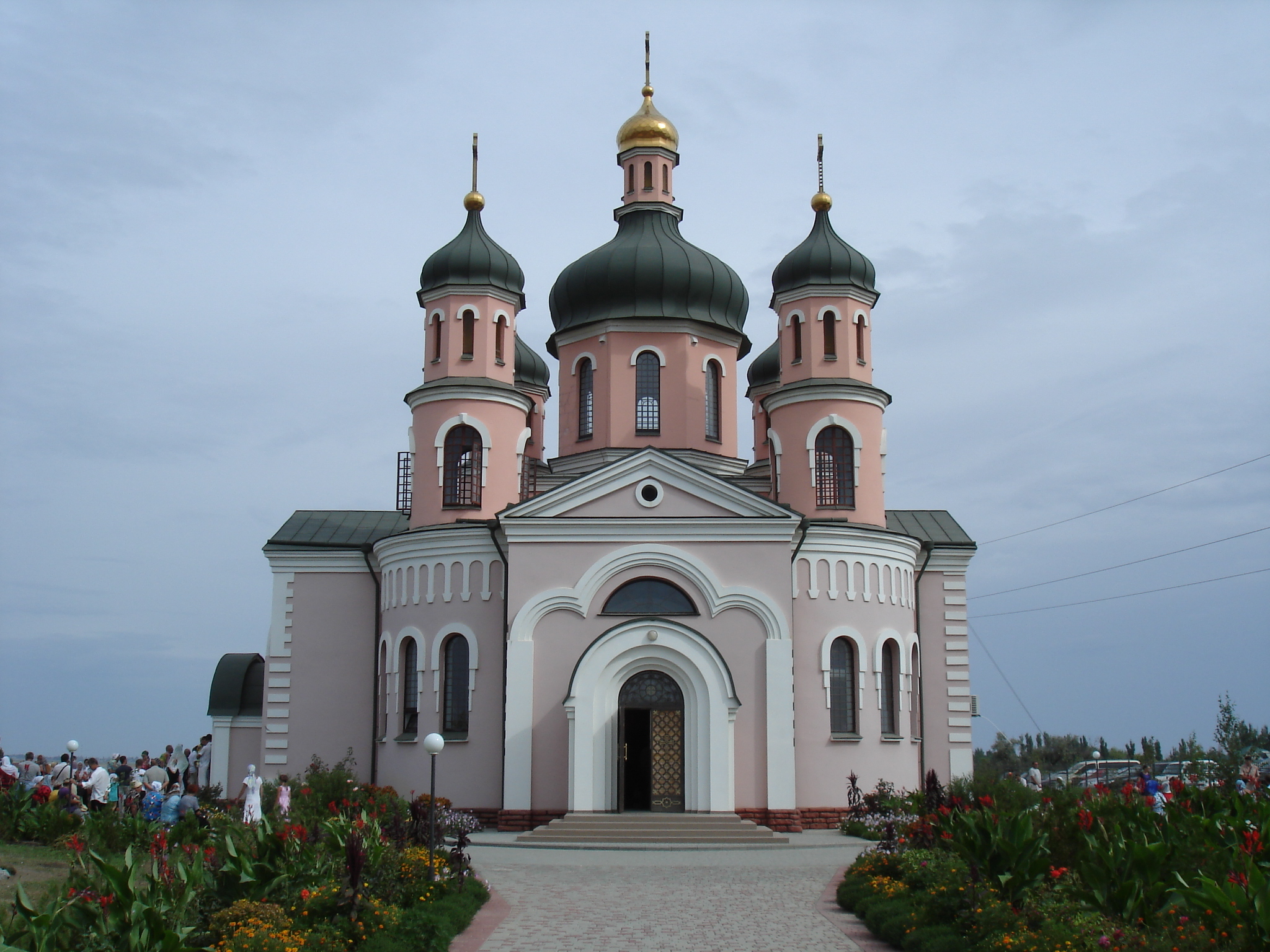
教堂

46°6′2″N 34°49′48″E / 46.10056°N 34.83000°E
海尼切斯卡-希爾卡（羅馬化：Henicheska Hirka）是位於烏克蘭南部的村莊，由赫爾松州海尼切斯克區的海尼切斯克市镇負責管轄。該村面積130.4平方公里，海拔高度5米，2001年人口495，人口密度每平方公里3.8人。